# Беннетт, Хью
Хью Беннетт (англ. Huw Bennett, родился 11 июня 1983 года) — валлийский регбист, выступавший на позиции хукера (отыгрывающего). Известен по выступлениям за клуб «Оспрейз» и сборную Уэльса.

## Биография
Начинал регбийную карьеру в Кливдоне (Сомерсет). Выступал за команды Уэльса до 19 и до 21 года, команды Англии до 16 и до 18 лет. За сборную Уэльса дебютировал в 2003 году в контрольном матче против Ирландии в рамках подготовки к чемпионату мира в Австралии, на самом чемпионате мира сыграл матчи против Канады и Тонга. В 2004 году на Кубке шести наций сыграл в матчах против Шотландии и Франции, а Уэльс занял 4-е место. Участвовал в летнем турне 2004 года по Аргентине и ЮАР, во втором тест-матче провёл первую международную встречу против Аргентины.
В 2005 году Беннетт не вызывался на тест-матчи, в 2006 году принял участие в летнем турне по Аргентине. На чемпионате мира 2007 года сыграл один матч против Японии, также участвовал в Кубках шести наций 2008, 2009, 2010 и 2011 годов. В 2008 году выиграл со сборной Кубок шести наций и завоевал также Большой шлем за счёт побед над всеми другими участниками; в 2011 году на чемпионате мира выступал в основном составе на позиции хукера. В 2012 году Беннетт выиграл с командой Кубок шести наций и Большой шлем, сыграв в матчах против Ирландии и Шотландии, однако в игре с шотландцами получил травму ахиллова сухожилия и выбыл из строя на 4—6 месяцев. По причине травмы его отправили во французский клуб «Лион», где он начал процедуру восстановления, длившуюся 12 недель, однако летом 2013 года Беннетт объявил о завершении карьеры, поскольку не оправился до конца от травмы. За «Лион» он не провёл ни одного матча.
С 11 мая 2014 года Хью Беннетт является тренером сборной Уэльса, занимая пост помощника по физической подготовке.